# Рудно (округ Турчянске Тепліце)
Рудно (словац. Rudno) — село, громада округу Турчянське Тепліце, Жилінський край. Кадастрова площа громади — 7.28 км².
Населення 193 особи (станом на 31 грудня 2018 року).

## Історія
Рудно згадується 1343 року.

## Географія
Протікає річка Ясеніца.

## Населення
| Рік:            | 1994. | 2004.   | 2014.   | 2024.   |
| --------------- | ----- | ------- | ------- | ------- |
| Кількість осіб: | 228   | 227     | 212     | 210     |
| Різниця:        |       | -0,43 % | -6,60 % | -0,94 % |

| Рік:            | 2023. | 2024. |
| --------------- | ----- | ----- |
| Кількість осіб: | 210   | 210   |
| Різниця:        |       | +0 %  |